# シボレー・エクイノックス
シボレー・エクイノックス (Chevrolet Equinox) は、ゼネラルモーターズ (GM) がシボレーブランドで製造・販売している小型～中型のクロスオーバーSUVである。シルバラードに次いで売れているシボレーの看板車種である。

## 歴史

### 初代（2005年-2009年）
エクイノックスはシボレー初のクロスオーバーSUVであり、ブレイザーとトラッカー（スズキ・エスクードのリバッジ）の統合後継車種として2004年から2005年モデルとして販売が開始された。翌2005年1月にはポンティアック向けに兄弟車のトレント (Torrent) がロサンゼルスオートショーにて発表され、同年夏から販売が開始された。
エンジンはLNJ型3.4L V6（上海GMで製造）でこれにアイシンのAF33型5速ATが組み合わせられた。2008年モデルイヤーからはLY7型3.6L V6と6T70型6速ATを搭載するエクイノックススポーツ/トレントGXPが追加された。
プラットフォームはサターン・ヴューと同じGMシータプラットフォームであるが、エクイノックス/トレントではホイールベースを延長したものを使用している。駆動方式はFWDまたはAWDとなる。
製造はカナダのCAMIオートモーティブにて行われた。なお、メキシコでは2009年モデルイヤーの販売は行われなかった。

### 2代目（2010年-2017年）
2代目エクイノックスは2008年12月21日に概要が発表。翌2009年1月の北米国際オートショーにて初公開され、6月から2010年モデルとして発売を開始した。先代に引き続きGM・シータプラットフォームを使用する。
エンジンは大幅にダウンサイジングされて直4 2.4L 直噴とV6 3.0L 直噴が設定された。2013年モデルイヤーにはV6 3.6L 直噴が追加された。トランスミッションは6速ATのみ。
2015年にはシカゴオートショーにてエクイノックスのフェイスリフト版が発表された。グリルやヘッドライトなどフロントおよびリアデザインが一新されている。
メキシコでは2010年モデルイヤーから2年間販売されたあと一時販売を休止していたが、2016年モデルイヤーからキャプティバスポーツに代わって販売が再開された。

### 3代目（2017年-現在）
2016年9月22日に概要が発表された。
3代目エクイノックスは北米のみならず115の市場で販売を予定しているグローバルモデルとなり、中国やオセアニア（ホールデン）で販売されているキャプティバやラテンアメリカで販売されているキャプティバスポーツにとって代わる車種となる。また、韓国GMではキャプティバとオーランドの製造を終了し、代わりにエクイノックスを輸入販売する。プラットフォームはクルーズやビュイック・エンビジョンと同じGM・D2XXに切り替えられ、外寸も先代より小型化された。
エンジンは先代からさらにダウンサイジングされて直4 1.5L ターボ、直4 2.0L ターボ、そして直4 1.6L ターボディーゼルの3種類となる。2.0Lターボには新開発の9T50型9速ATが組み合わせられる。
尚、新世代のトラバースは当代をベースとして開発されている。